# Németfalu
Németfalu község Zala vármegyében, a Zalaegerszegi járásban, a Zalai-dombság területén, a Göcsejben.

## Fekvése
Zala vármegye középtájától északnyugatra fekszik, Zalaegerszegtől 15 kilométerre nyugatra. Közúton csak Csonkahegyhát felől érhető el, a 7405-ös útból Kustánszeg felé kiágazó 74 117-es úton, majd arról a 74 118-as útra kanyarodva. A kustánszegi tónál gyönyörű kilátás nyílik a dombon fekvő falura.

## Története
A falut 1266-ban említik először, a neve német telepesekre utal.
A falu első ismert birtokosai a Harkályiak, később pedig a Salomváriak voltak, majd a Salomváriak férfi ágon való kihalta után a 15. század elején leányágon való örökléssel az Ostffy családé lett.
1553-ban Bánfi Istvánt valamint a Brodarics és a Baltazár családokat említették a falu birtokosaiként.
Az 1910-es népszámláláskor 240 magyar lakosát írták össze, melyből 208 római katolikus, 26 református, 4 evangélikus volt és a település Zala vármegye novai járásához tartozott.

## Közélete

### Polgármesterei
- 1990–1994: Kovács Sándor (független)[3]
- 1994–1998: Galambos László (független)[4]
- 1998–2002: Galambos László (független)[5]
- 2002–2006: Galambos László (független)[6]
- 2006–2010: Galambos László (független)[7]
- 2010–2014: Galambos László István (független)[8]
- 2014–2017: Galambos László István (független)[9]
- 2017–2019: Ragánné Gyalog Erika (független)[10]
- 2019–2024: Ragánné Gyalog Erika (független)[11]
- 2024– : Ragánné Gyalog Erika (független)[1]

A településen 2017. december 3-án időközi polgármester-választást tartottak, az előző polgármester lemondása miatt.

## Népesség
A település népességének változása:
| Lakosok száma | 190  | 184  | 181  | 196  | 195  | 191  | 196  |
|               | 2013 | 2014 | 2015 | 2021 | 2022 | 2023 | 2024 |

A 2011-es népszámlálás idején a nemzetiségi megoszlás a következő volt: magyar 98,8%. A lakosok 82,98%-a római katolikusnak, 5,3% reformátusnak vallotta magát (11,7% nem nyilatkozott).
2022-ben a lakosság 99%-a vallotta magát magyarnak, 0,5% németnek, 0,5% cigánynak, 2,1% egyéb, nem hazai nemzetiségűnek (1% nem nyilatkozott; a kettős identitások miatt a végösszeg nagyobb lehet 100%-nál). Vallásuk szerint 61,5% volt római katolikus, 7,7% református, 1% ortodox, 3,1% egyéb keresztény, 2,1% felekezeten kívüli (24,6% nem válaszolt).

## Nevezetességei
- Harangtoronyhoz épített kápolna
- Útszéli keresztek
- Kúria
- Nagyboldogasszony-kápolna
- Erdők övezte, értékes természeti környezet

## Képek

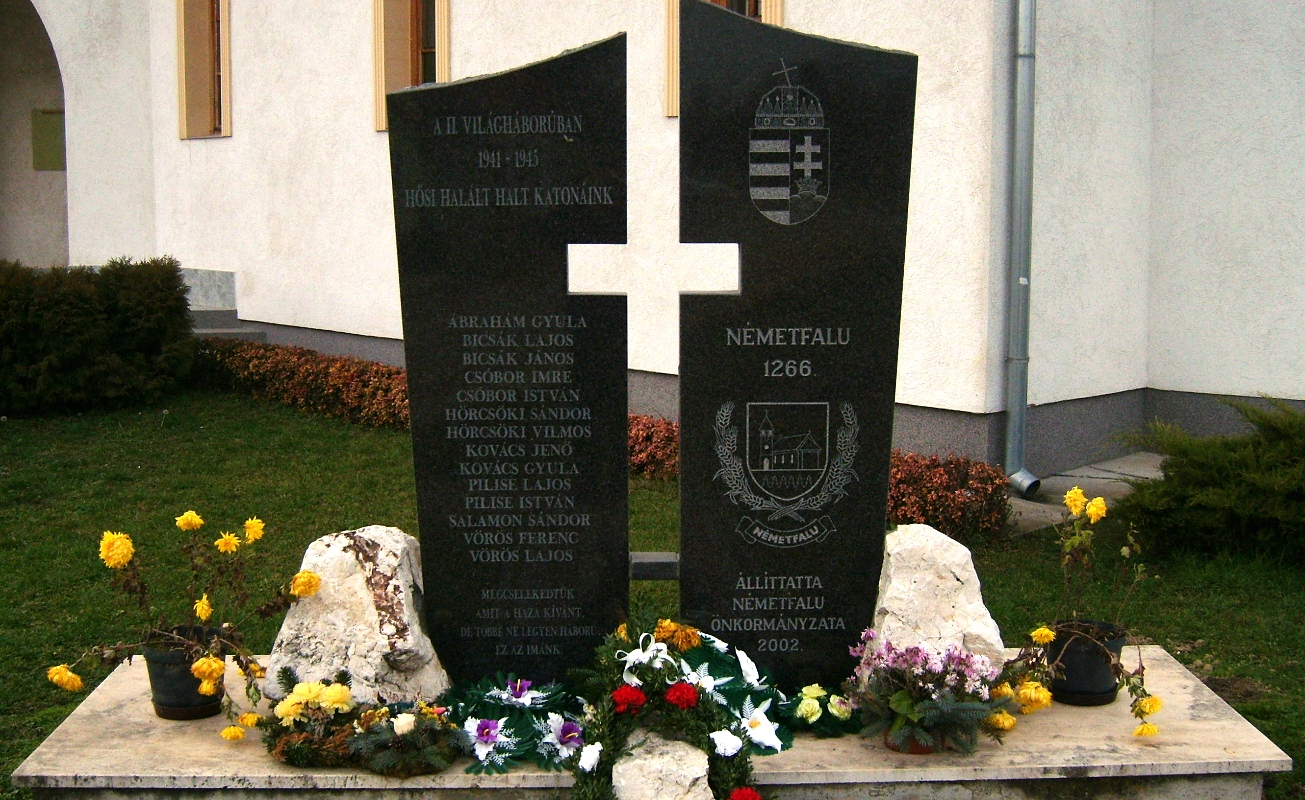
A második világháborús emlékmű a faluban
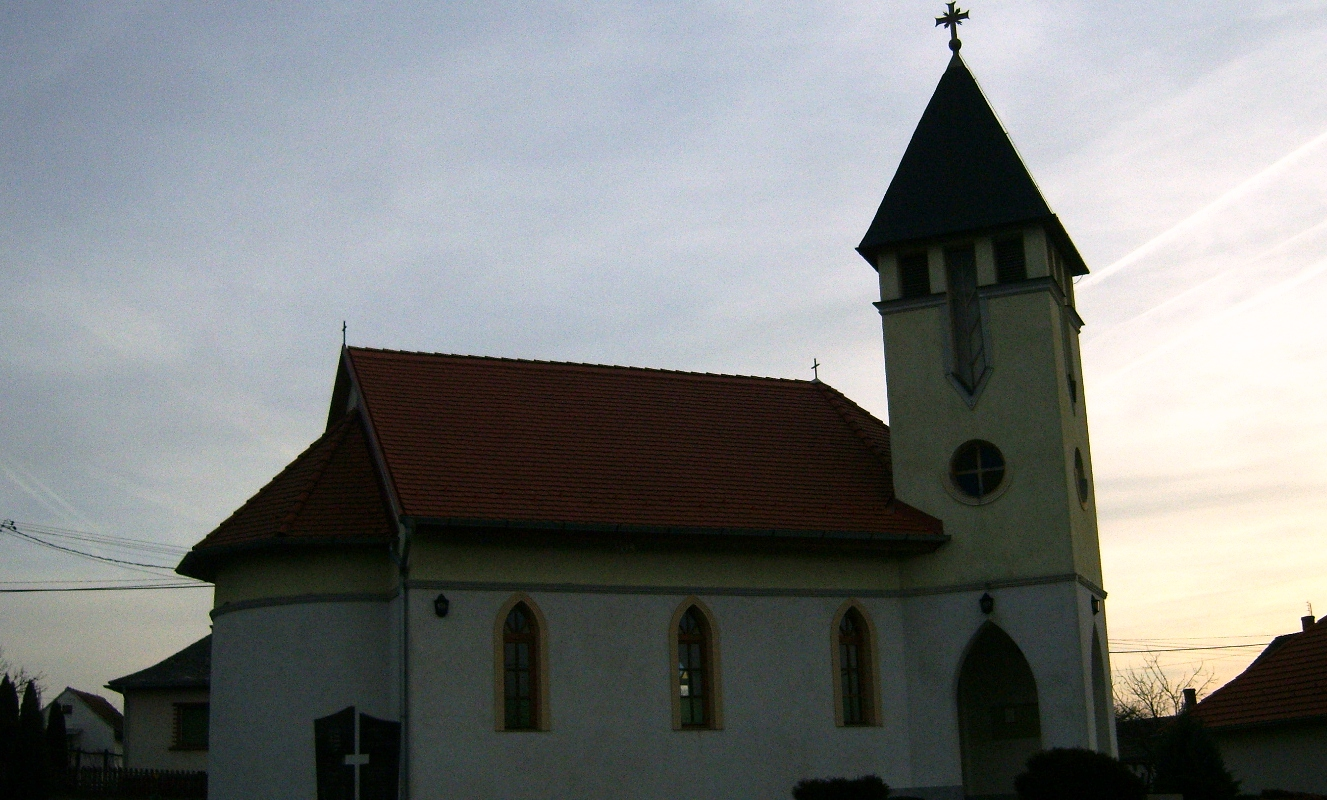
A falu temploma
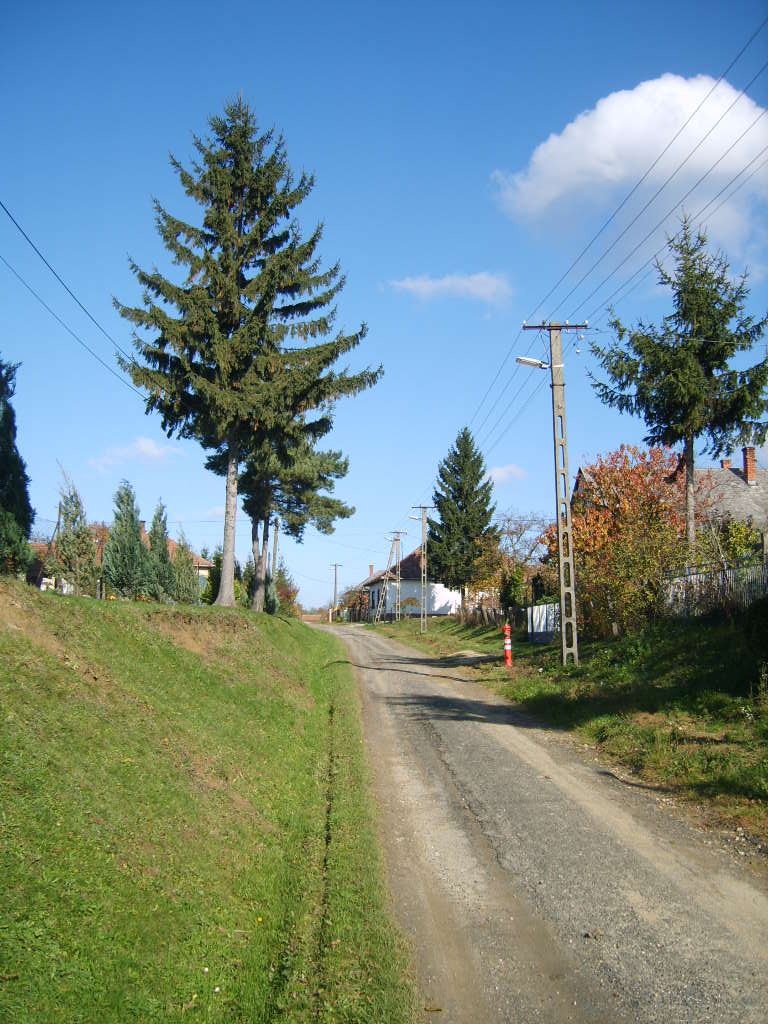
Németfalu utcaképe